# 리드코프
리드코프는 대한민국의 기업이다. 석유사업을 영위할 목적으로 1977년 세워졌으며, 현재는 크게 석유 사업, 휴게소 사업, 소비자금융(대부업) 사업 등 3가지 사업을 하고 있다. 한화그룹 회장 김승연의 처남 서홍민이 회장이다.

## 사업
리드코프는 대부업계 최초로 인터넷 대출을 실시한 회사로, 대출규모를 점차 늘려가고 있으며, 2013년 8월부터는 일부 고객에게 대출금리를 10% 인하하는 공격적인 마케팅을 하고 있다. 석유 사업은 S-Oil 대리점을 운영하며 석유를 유통한다. 매출구성은 석유 54%, 소비자금융 42%, 휴게소 1.4% 가량으로 이루어진다.

## 역사
2025년 메이슨캐피탈의 지분 47%를 인수

## 증시
재무 구조가 뛰어난 회사이며, M&A로 지속적으로 사업을 확장하고 있어 증시에서의 평가가 좋다. 금리 인하 기조에도 불구하고, 2013년부터 2014년에 걸쳐 주가가 4배 이상 올랐다.